# Schlacht um Harpers Ferry
South Mountain – Harpers Ferry – Antietam – Shepherdstown
Die Schlacht um Harpers Ferry war eine Schlacht im Amerikanischen Bürgerkrieg, die vom 12.–15. September 1862 während des Maryland-Feldzuges stattfand und zugunsten der Südstaaten ausging. Konföderierte Truppen unter General Thomas J. Jackson eroberten die Stadt Harpers Ferry und machten rund 12.500 Gefangene.

## Vorgeschichte
Harpers Ferry, West Virginia, 1862 noch Virginia, ist ein kleiner Ort an der Mündung des Shenandoahs in den Potomac. Nach dem Abtransport der Maschinen der ehemaligen zweiten staatlichen Waffenfabrik durch die Konföderierten bestand seine Bedeutung in seiner strategischen Lage. Der Ort lag gegenüber dem Chesapeake-und-Ohio-Kanal, durch ihn führte die Baltimore-und-Ohio-Eisenbahnlinie und er bildete das Tor zum Shenandoahtal.
Nachdem virginische Milizen den Ort am 18. April 1861 besetzt und die Waffen und die Maschinen der Waffenfabrik erbeutet hatten, bildete Oberst Thomas Jonathan Jackson dort die nach ihm benannte Brigade aus. Sein Vorgesetzter, Brigadegeneral Joseph E. Johnston, erkannte jedoch schnell, dass der Ort wegen der ihn umgebenden Höhen nicht lange zu verteidigen war. Die Bolivar Heights und Camp Hill westlich des Shenandoahs sind 200 m hoch, die Maryland Heights sind 200 und die Loudoun Heights 120 – 140 m höher. Die Stadt selbst liegt unterhalb der Bolivar Heights. Als die Union sich anschickte, Harpers Ferry Ende Juni 1861 zurückzuerobern, wich die Jackson-Brigade nach heftigen Kämpfen nach Süden aus.
In der Folge besetzte die Unionsarmee Harpers Ferry und stationierte dort eine Brigade, die den Auftrag hatte, die Eisenbahnlinie und den Kanal zu sichern. Im Zuge des Marylandfeldzuges überquerte die konföderierte Nord-Virginia-Armee am 4. September 1862 östlich von Harpers Ferry den Potomac und unterbrach sowohl die Versorgung über die Eisenbahnlinie als auch durch den Kanal. Die in Harpers Ferry zur Sicherung dieser Versorgungswege eingesetzte Brigade hatte deswegen keine sinnvolle Aufgabe mehr. Generalmajor McClellan beantragte deshalb, die Brigade zur Potomac-Armee in Marsch zu setzen. Generalmajor Halleck lehnte den Antrag ab, wodurch Lee unabsichtlich in eine Falle gelockt wurde.
Obwohl Lee die Nord-Virginia-Armee in erster Linie aus dem Land versorgen wollte, benötigte er Munitionsnachschub aus dem Süden Virginias. Dieser musste durch das Shenandoahtal geführt werden und hier blockierte die Garnison von Harpers Ferry den Weg. Lee entschied sich deshalb, die Gefahr in seinem Rücken durch den Einsatz von zwei Dritteln der Nord-Virginia-Armee auszuschalten. Der Rest sollte die Potomac-Armee am South Mountain solange aufhalten, bis Harpers Ferry erobert worden war. Danach beabsichtigte er mit der wiedervereinten Armee westlich des South Mountain in Richtung Harrisburg, Pennsylvania vorzugehen.

## Schlacht um Harpers Ferry

### Konföderierter Operationsplan

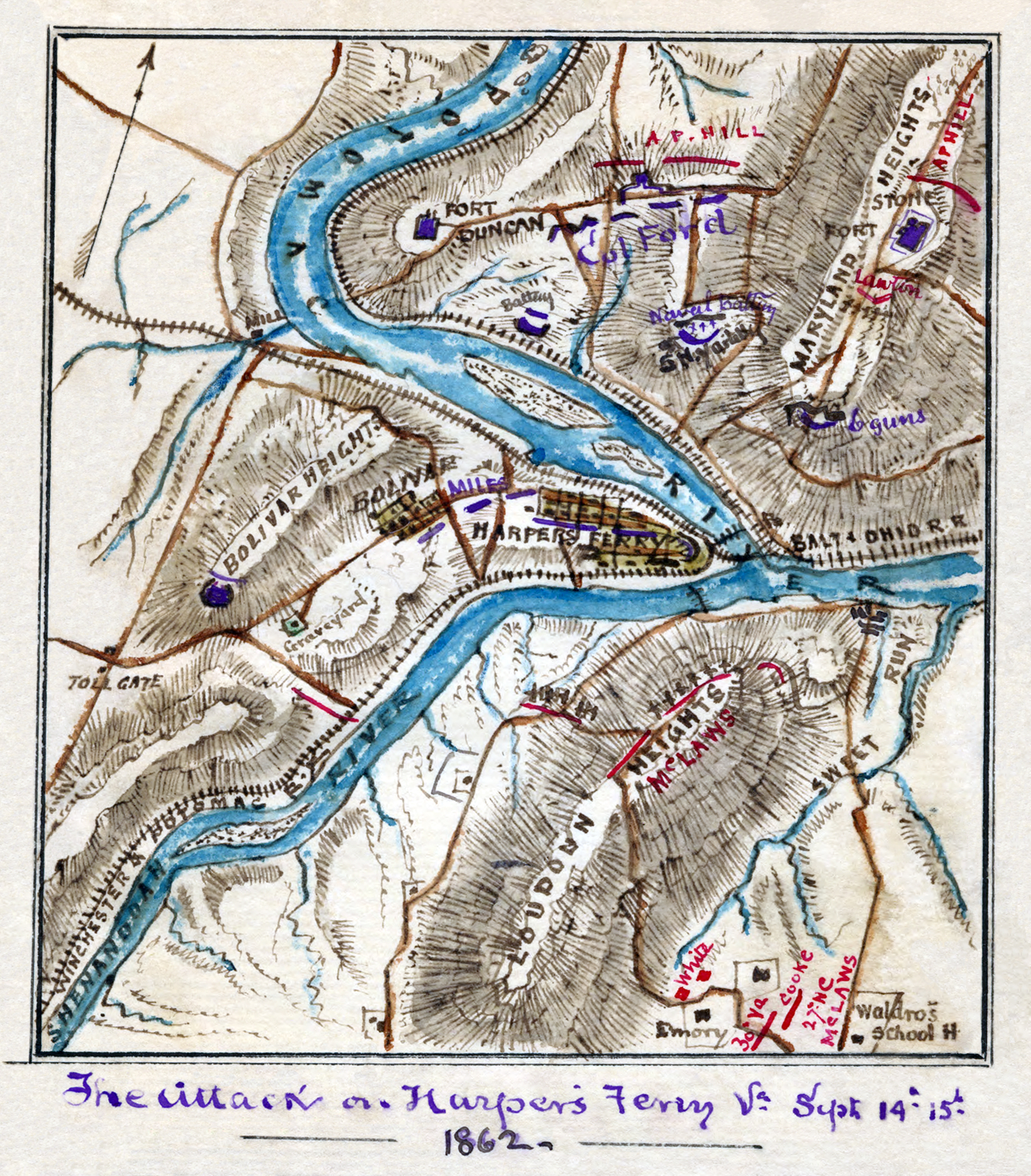
Zeitgenössische Skizze der Schlacht

Lee beabsichtigte, Harpers Ferry aus drei Richtungen anzugreifen. In der Special Order 191, die McClellan in die Hand gefallen war, ordnete Lee an, dass Jackson mit seinen Divisionen den Potomac westlich Harpers Ferry überschreiten sollte und aus Westen vorgehend einen Ausbruch der Garnison verhindern sollte. Generalmajor McLaws’ Division sollte die Maryland Heights auf dem nördlichen Ufer des Potomacs nehmen und Brigadegeneral John G. Walkers Division sollte aus Osten vorgehend die Loundon Heights östlich des Shenandoahs einnehmen. Dazu wurde Jackson und McLaws jeweils eine Schwadron Kavallerie unterstellt. Nach der Beseitigung der Gefahr durch die Garnison von Harpers Ferry sollten sich die Divisionen bei Hagerstown, Maryland wieder mit dem Rest der Nord-Virginia-Armee vereinigen. Die Führung der Operation übertrug Lee Generalmajor Jackson.

### Lage der Unionstruppen bei Harpers Ferry

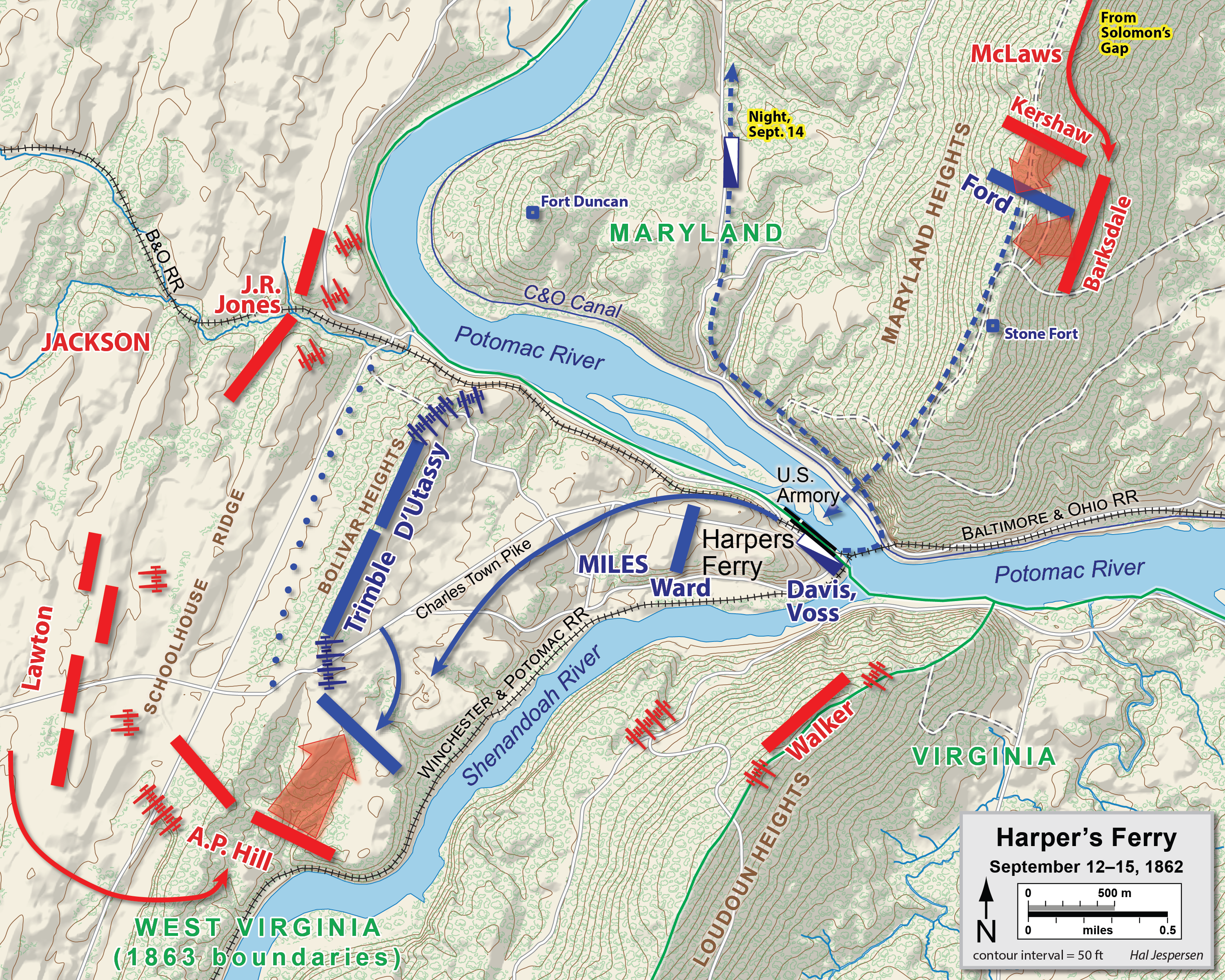
Skizze der Schlacht

Kommandeur der in Harpers Ferry eingesetzten Verbände war Oberst Dixon Miles, der während der Ersten Schlacht am Bull Run als Divisionskommandeur wegen Trunkenheit abgelöst worden war. Nach acht Monaten ohne Kommando wurde er mit der Führung der Truppenteile in Harpers Ferry beauftragt. Miles hatte den Auftrag, Harpers Ferry bis zum Äußersten zu halten, bis er von Truppen der Potomac-Armee entsetzt worden sei.
Miles legte den Auftrag sehr eigenwillig aus: Ungefähr 90 % seiner Infanterie und Artillerie setzte er in und westlich Harpers Ferry auf den Bolivar Heights und Camp Hill ein. Von dort aus wollte er mit Artillerie die östlich der Stadt jenseits des Shenandoahs gelegenen Loudoun Heights beherrschen. Da er auf die nördlich der Stadt gelegenen Maryland Heights nicht wirken konnte, setzte er dort ein mit Kavallerie verstärktes Infanterieregiment und insgesamt sieben Kanonen und Haubitzen ein. Dieser Einsatz seiner Kräfte setzten ihn dem Vorwurf des Landesverrats aus, für den er sich wegen seines Todes nicht mehr rechtfertigen musste.

### Ablauf der Schlacht

#### Erreichen der Ausgangsstellungen
Die drei Angriffskolonnen näherten sich unabhängig voneinander aus unterschiedlichen Richtungen an. Aus Norden griffen zwei Brigaden aus McLaws’ Division das verstärkte Infanterieregiment am Nachmittag des 12. September 1862 an und zwangen das Regiment am Morgen des 13. September 1862 die Stellungen aufzugeben. Die Geschütze wurden unbrauchbar gemacht.
Die südlich des Potomacs aus Osten vorgehende Division Walkers erreichte die Loudoun Heights kampflos am 13. September 1862. Als die Garnison Harpers Ferrys die Konföderierten dort erkannte, setzte Miles Artillerie ein, um die Konföderierten von dort zu vertreiben, was ihm nicht gelang.
Die dritte Angriffskolonne unter Jackson näherte sich mit zwei Divisionen aus Westen an und ging gegenüber den Bolivar Heights in Stellung. Die Light Division Generalmajor A.P. Hills näherte sich aus Süden und bezog am 13. September 1862 Stellungen in einer kleinen Ortschaft zwei Meilen südlich Harpers Ferry. Erst jetzt übernahm Jackson die Führung der Operation.

#### Schlachtverlauf
In der Nacht zum 14. September 1862 erteilte Miles der Kavallerie den Auftrag, auszubrechen, weil sie für die Verteidigung nicht benötigt würden. Der Ausbruch potomacaufwärts gelang.
Generalmajor Jackson stellte die Verbindung mit den weit auseinanderliegenden Divisionen zunächst mit Kurieren her; da das sehr zeitintensiv war, später durch Flaggen- und Lichtsignale. Er legte besonderen Wert darauf, dass die Artillerie gemeinsam feuern sollte. Am Nachmittag des 14. September 1862 befahl er detailliert den Angriff im Morgengrauen des 15. September. Die Light Division näherte sich schon in der Nacht zum 15. September entlang des linken Ufers des Shenandoahs an. Auf einem kleinen Hügel traf Hill auf Infanterie ohne Artillerieunterstützung. Am Morgen nahm die Light Division diesen Hügel und konnte so in den Rücken der Unionstruppen auf Camp Hill wirken. Ebenfalls in der Nacht verlegten zwei Artilleriebatterien durch den Potomac auf dessen Nordufer und konnten flankierend auf die Unionsartillerie auf den Bolivar Heights wirken.
In der Morgendämmerung des 15. September 1862 begann das Artilleriefeuer der Konföderierten. Gegen 08:00 Uhr hatten die Unionsbatterien ihre weitreichende Munition nahezu verschossen und konnten das Feuer der Konföderierten nicht mehr erwidern. Ein Angriff der Infanterie versprach keinen Erfolg. Nach einer Besprechung mit den Kommandeuren befahl Oberst Miles die Kapitulation. Noch bevor das Feuer eingestellt wurde, verwundeten ihn Splitter einer explodierenden Granate tödlich.
Das VI. Korps der Potomac-Armee hatte am Abend des 14. September 1862 drei konföderierte Brigaden am South Mountain zum Ausweichen gezwungen. Zum Entsatz von Harpers Ferry kam es trotz starker numerischer Überlegenheit nicht mehr rechtzeitig, weil das Korps nur zögerlich nach Süden vorging.
Die Kapitulationsverhandlungen führte für die Konföderierten Generalmajor Hill, der auch mit der Abwicklung der erbeuteten Waffen und Ausrüstung beauftragt wurde. Die Konföderierten erbeuteten ungefähr 13.000 Handwaffen, 73 Geschütze einschließlich der Bespannung und der Munitionswagen sowie viele Versorgungsgüter und Transportwagen.

## Auswirkungen
General Lee war klar, dass der Maryland-Feldzug nach dem Fund des Operationsplans (Special Order 191) durch die Potomac-Armee als gescheitert angesehen werden musste. Lee erwog deshalb, mit der Nord-Virginia-Armee in das Shenandoahtal auszuweichen. Wegen der Leichtigkeit des Sieges über die Garnison von Harpers Ferry entschied sich Lee, die Schlacht mit der nach seiner Meinung demoralisierten Potomac-Armee zu suchen. Zudem hätte er, wäre er kampflos ausgewichen, sein Gesicht verloren, die Moral in den Südstaaten gesenkt und eine mögliche Anerkennung der Konföderation durch europäische Staaten gefährdet.
General Lee befahl deshalb am 15. September der Nord-Virginia-Armee, sich im Raum Sharpsburg, Maryland zu versammeln. Jackson erreichte den Raum rechtzeitig zur Schlacht am Antietam; Hills Light Division rettete die Nord-Virginia-Armee nach einem Gewaltmarsch am 17. September 1862.
Harpers Ferry wurde am 22. September 1862 erneut von Unionstruppen besetzt. Während des Bürgerkrieges wechselte der Ort noch viermal den Besitzer.